# Just Survive
Just Survive (ジャスト・サバイブ)はデイブレイクゲームカンパニー(Daybreak Game Company)制作のMicrosoft Windows用サンドボックス型大規模マルチプレイヤーオンラインサバイバルゲーム。本作は2015年1月に早期アクセスでリリースされ二ヶ月以内に100万本以上を販売した。
オリジナルのタイトルは『H1Z1』で後に『Just Survive』と知られている本作はゾンビ・アポカリプスの真っ只中のアメリカ合衆国の郊外地域が舞台である。そこでプレイヤーは協力、資源の採集、シェルターの建設、工作を行うことで狼や熊などの自然の猛獣、ゾンビの群れ、潜在的に敵対的な数千人の生存者からの生存を試みる。
2018年8月24日、デイブレイクゲームは現在のプレイヤー人口では開発の継続が困難であることから2018年10月24日に本作のサービスを終了することを発表した。

## ゲームプレイ
Just Surviveのゲームプレイはマルチプレイヤーの協力、取引、チーム建設を重視している。プレイヤーは必需品をあさり、アイテムを作り、ゾンビの群れから守る要塞を建設する。ゲームの主な焦点はゾンビを背景としたプレイヤー対プレイヤー(PVP)環境ではなく、他のプレイヤーとのチームワークを通じてゾンビから生き残ることである。

## リリース
本作は2015年1月15日にSteamに早期アクセス作品としてリリースされた。当時、本作は酷い技術的問題に見舞われた。プレイヤーは自身のアカウントにログインできなかったり、稼働サーバーに入れなかったり等の問題を報告した。フレームレート問題、ボイスチャットの欠如及びAIの問題も報告された。開発者が他の問題を修復するためのパッチをリリース後に全サーバーがオフラインになる新たなバグがゲームに生じた。不安定な立ち上がりにもかかわらず本作は二ヶ月以内で100万本以上を販売した。
2016年2月、元々H1Z1として知られている本作をそれぞれの専属開発チームと共に2つのプロジェクト(副題『Just Survive』と『King of the Kill』)に分割することがデイブレイクから発表された。2017年8月、本作のタイトルからH1Z1のブランド名が無くなり、『Just Survive』となった。
2018年8月、本作のサービスが2018年10月24日をもって終了することがデイブレイクゲームから発表された。